# Nhóm ngôn ngữ Đông Iran
Nhóm ngôn ngữ Đông Iran là một nhóm con của ngữ chi Iran nổi lên trong thời Iran Trung cổ (từ thế kỷ thứ 4 trước Công nguyên). Tiếng Avesta thường được phân loại là Đông Iran sớm nhưng điều này không chắc chắn. Ngôn ngữ Đông Iran có số lượng người nói lớn nhất là tiếng Pashtun, với khoảng 50 triệu người ở khu vực giữa sông Oxus (Afghanistan) và sông Ấn (Pakistan). Trái ngược với các ngôn ngữ Iran Tây Trung cổ, Iran Đông Trung cổ bảo tồn các âm tiết cuối từ.
Hầu hết các ngôn ngữ Đông Iran được sử dụng ở khu vực tiếp giáp, mạn nam và đông Afghanistan cũng như các khu vực lân cận ở mạn tây Pakistan, tỉnh tự trị Gorno-Badakhshan ở mạn đông Tajikistan và mạn tây khu tự trị Tân Cương của Trung Quốc. Ngoài ra còn có hai thành viên ở các khu vực tách biệt: tiếng Yaghnob ở tây bắc Tajikistan (hậu duệ của Sogdia) và tiếng Ossetia ở vùng Kavkaz (hậu duệ của Scythia-Sarmatia). Đây là những tàn dư của một cụm ngôn ngữ-dân tộc rộng lớn trải dài khắp Trung Á, Đông Âu và một phần của Kavkaz và Tây Nam Á trong thiên niên kỷ thứ 1 trước Công nguyên, còn được gọi là Scythia. Dãy phương ngữ Đông Iran rộng lớn ở Đông Âu tiếp tục đến thế kỷ thứ 4 Công nguyên, với những hậu duệ của người Scythia, cụ thể là người Sarmatia.

## Lịch sử
Nhóm ngôn ngữ Đông Iran được cho là đã tách biệt với nhóm ngôn ngữ Tây Iran ở cuối thiên niên kỷ thứ 2 trước Công nguyên và có thể nằm ở Văn hóa Yaz.
Với sự hiện diện của người Hy Lạp ở Trung Á, một số ngôn ngữ ở cực đông của các ngôn ngữ này đã được ghi nhận là ở giai đoạn Iran trung cổ (do đó phân loại là "phương Đông"), trong khi hầu như không có ghi nhận nào về cụm phương ngữ Scythia-Sarmatia kéo dài từ Kazakhstan phía tây qua thảo nguyên Đông Âu đến Ukraina còn sống sót. Một số tác giả thấy rằng người Đông Iran có ảnh hưởng đến văn hóa dân gian Nga.

## Phân loại
Nhóm ngôn ngữ Đông Iran vẫn là một cụm phương ngữ đơn lẻ theo đổi mới chung. Các nhánh truyền thống, như "Đông Bắc", cũng như chính Đông Iran, được coi là nhóm địa lý-ngôn ngữ tốt hơn là các nhóm di truyền.
Các ngôn ngữ như sau:
Iran cổ đại
- Scythia và Saka cổ†

Tiếng Avesta † (thế kỷ thứ 7-10 TCN) thường được phân loại là phương Đông, nhưng không được gán cho một nhánh trong phân loại này.
Iran Trung cổ
- Bactria † (Thế kỷ thứ 4 trước Công nguyên - Thế kỷ 9 Công nguyên)
- Khwarezm (Chorasmia) (Thế kỷ thứ 4 trước Công nguyên - Thế kỷ 13 Công nguyên)
- Sogdia †, từ thế kỷ thứ 4 công nguyên
- Scythia-Khotan (khoảng thế kỷ thứ 5 - thế kỷ thứ 10 Công nguyên) và Tumshuq (trước đây là Maralbash, thế kỷ thứ 7)
- Scythia-Sarmatia, từ thế kỷ thứ 8 trước công nguyên

Neo-Iran
- Tiếng Pashtun
  - Wanetsi
- Bắc Pamir
- Sanglech-Ishkashimi
- Wakhi (có ảnh hưởng từ Saka)
- Munji-Yidgha 
  - Munji
  - Yidgha
- Ormuri-Parachi (không phải lúc nào cũng được coi là Đông Iran) 
  - Ormuri
  - Parach
- Bắc 
  - Yaghnob
  - Ossetia